# Zabeler Péter
Zabeler Péter (Zabler Péter, Grossenhain (Németország), 1578 körül – 1645. szeptember 22.) evangélikus püspök. Zabeler Jób és Zabelerus János apja, Zabeler Jakab nagyapja.

## Élete
Wittenbergben tanult, ahol magiszteri címet szerzett. Előbb kassai diakónus, 1602-től pedig lőcsei első pap lett. 1607 és 1611 között esperesi tisztet viselt, a 24 királyi, és az öt szabad királyi városban. Ezután az utóbbiakból alakult szuperintendenciának a püspökévé választották 1614 januárjában. E hivatala mellett 1615 novembertől 1616 decemberéig, illetve 1619 decemberétől 1621 novemberéig, majd 1628 novemberétől 1630 novemberéig, végül 1633 novemberétől 1634 novemberéig esperese is volt a 24 királyi városi egyháznak.

## Munkái
Két temetési beszéde ismeretes:
- Leichenrede über d. H. Stephan Xylander. Lőcse, 1620.
- Eine Christliche Leichenpredigt . . . bey des Fürstlichen Leichenbegegnüss der Weylandt... Stanislai Thursonis Palatini und Fürsten des Königreichs Hungarn... Welcher den 1. Maij, des 1625. Jahrs in Christo seeliglich verschieden... Kassa, 1626.

Egy elterjedt egyházjogi könyvet is kiadott, de abból nem maradt fenn példány.